# 科托維河
科托維河（烏克蘭語：Котовий），是烏克蘭西南部的河流，屬於利薩利帕河的右支流。該河處於文尼察州的海辛區，流經庫普欽齊，河道全長10公里，流域面積46平方公里。